# Санта-Роса (Хенераль-Пинсон)
Санта-Роса (Хенераль-Пинсон) (исп. Santa Rosa (General Pinzón)) — посёлок в восточной части Мексики, на территории штата Веракрус. Входит в состав муниципалитета Актопан.

## Географическое положение
Санта-Роса расположена в центральной части штата, на левом берегу реки Актопан,, на расстоянии приблизительно 41 километра к востоку-юго-востоку (ESE) от города Халапа-Энрикеса, административного центра штата. Абсолютная высота — 72 метра над уровнем моря.

## Население
Согласно данным, полученным в ходе проведения официальной переписи 2005 года, в посёлке проживало 1735 человек (838 мужчин и 897 женщин). Насчитывалось 494 дома. По возрастному диапазону население распределилось следующим образом: 29,2 % — жители младше 18 лет, 56,7 % — между 18 и 59 годами и 14,1 % — в возрасте 60 лет и старше. Уровень грамотности среди жителей старше 15 лет составлял 93,3 %.
По данным переписи 2010 года, численность населения Санта-Росы составляла 1739 человек. Динамика численности населения посёлка по годам:
| 2000 | 2005 | 2010 |
| ---- | ---- | ---- |
| 1685 | 1735 | 1739 |